# Vauban (spoorwegen)
De Vauban was een Europese internationale trein voor de verbinding Brussel - Zwitserland. De Vauban is genoemd naar de Franse Maarschalk en vestingbouwer Sébastien Le Prestre de Vauban die onder andere de vestingwerken van Luxemburg heeft gebouwd. De Vauban/Iris volgde een deel van de route van de voormalige Edelweiss echter met meer tussenstops.
Op zaterdag 2 april 2016 reed de laatste trein op deze verbinding. Sindsdien kunnen reizigers vanuit België niet meer direct naar Zwitserland sporen; zij zijn bv. aangewezen op de IC-trein Brussel-Luxemburg en vervolgens op de TGV Luxemburg-Straatsburg. In Straatsburg dienen zij nogmaals over te stappen op een trein naar Basel.

## EuroCity
De Vauban werd op 29 mei 1988 met de nummers EC 90 (Brig - Brussel) en EC 91 (Brussel - Brig) in het EuroCity-net opgenomen.

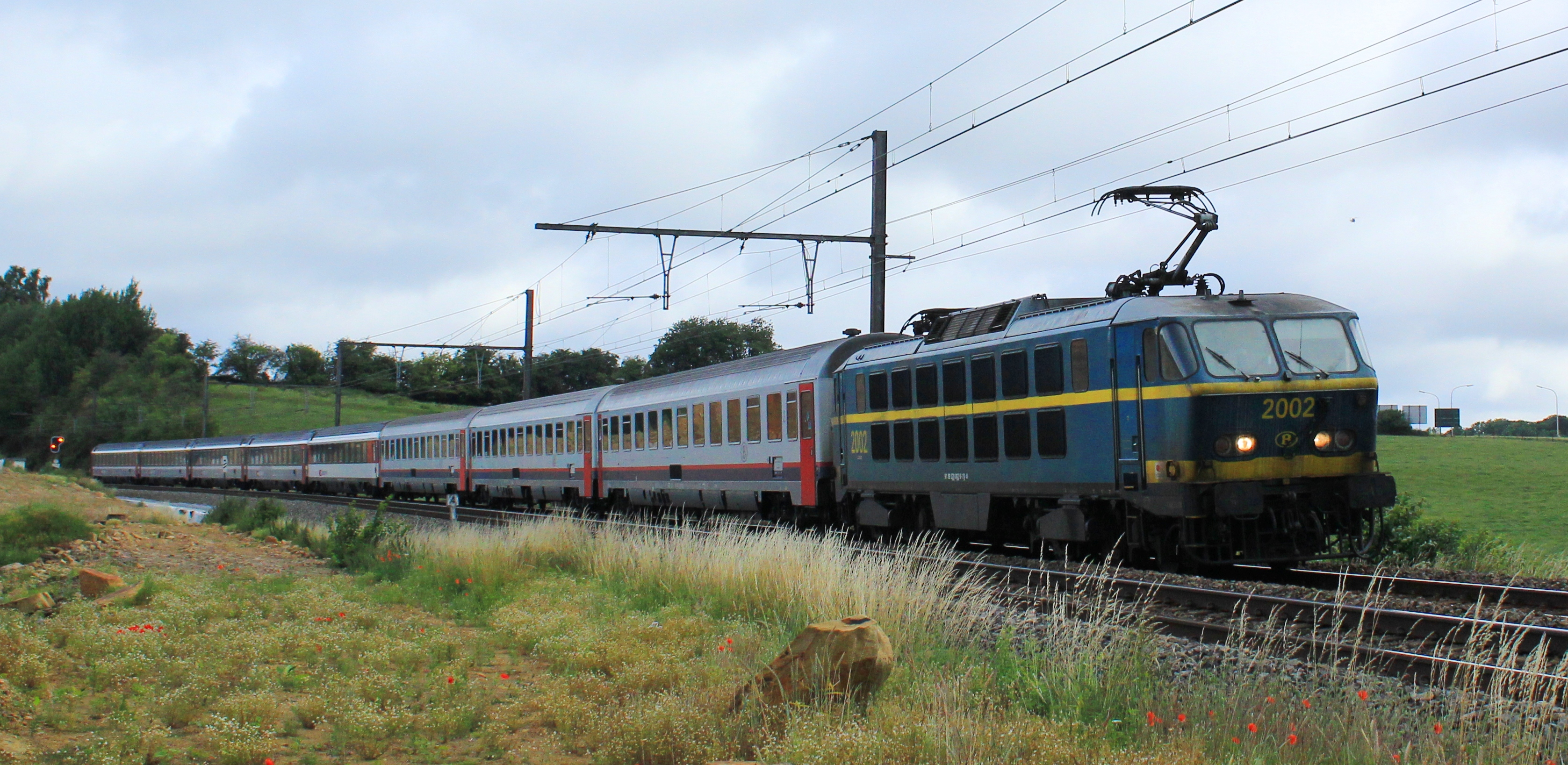
Express 91 Vauban naar Chur ter hoogte van Station Florée.

### Route en dienstregeling
| EC 90 | land        | station              | km  | EC 91 |
| ----- | ----------- | -------------------- | --- | ----- |
| 13:01 | Zwitserland | Brig                 | 0   | 16:59 |
| 14:48 | Zwitserland | Bern                 | 147 | 15:12 |
| 15:32 | Zwitserland | Olten                | 214 | 14:27 |
| 15:59 | Zwitserland | Basel                | 253 | 13:39 |
| 17:13 | Frankrijk   | Colmar               | 328 | 12:44 |
| 17:45 | Frankrijk   | Strasbourg-Ville     | 393 | 12:11 |
| 19:11 | Frankrijk   | Metz Ville           | 552 | 10:43 |
| 19:32 | Frankrijk   | Thionville           | 582 | 10:24 |
| 19:56 | Luxemburg   | Luxembourg           | 615 | 09:49 |
| 20:25 | België      | Arlon                | 642 | 09:30 |
| 21:43 | België      | Namur                | 780 | 08:08 |
| 22:18 | België      | Brussel Leopoldswijk | 835 | 07:33 |
| 22:28 | België      | Brussel Noord        | 842 | 07:23 |
| 22:37 | België      | Brussel Zuid         | 848 | 07:15 |

In de loop der tijd werden voor de EC 91 steeds meer opstapmogelijkheden in België gecreëerd namelijk te Ottignies, Gembloux, Ciney, Marloie, Jemelle, Marbehan en voor beide richtingen te Libramont. In 1997 was het zuidelijke eindpunt in Milaan, waar de trein om 10:25 vertrok en via Gallarate (10:56), Arona (11:16), Stresa (11:29), Verbania-Pallanza (11:38) en Domodossola (12:12) om 12:45 Brig bereikte. De andere kant op werd om 17:04 vanaf Brig doorgereden naar Milaan waar de trein om 19:25 uur aankwam. In 2006 werd de route in Zwitserland gewijzigd met Zürich als nieuw eindpunt. Ook hier kreeg de uitgaande trein veel extra stops namelijk Baden, Brugg, Frick, Stein-Säckingen en Rheinfelden. Op 9 december 2007 verloor de Vauban de EuroCity status omdat, door het zeer grote aantal extra stops in België en Zwitserland, niet meer de minimum reissnelheid gehaald werd. De treindienst is toen als expresstrein voortgezet. Tussen 2011 en 2014 lag het eindpunt in Chur. Van 2015 tot het eind in 2016 was het eindpunt Bazel.